# Mário Saraiva
Mário António Caldas de Melo Saraiva (Guimarães, 12 de Maio de 1910 - Cadaval, Vilar, 28 de Maio de 1998) foi um médico, historiador, escritor e político português. Notabilizou-se em estudos sebastiânicos e pessoanos, e sobretudo em matéria doutrinária política iniciando o Neo-Integralismo Lusitano.

## Biografia
Filho do Major José Augusto Saraiva afastado do serviço militar por ter proclamado a Monarquia do Norte (19 de Janeiro de 1919) e de sua mulher Maria José Caldas de Melo.
Pertenceu ao quadro de médicos civis da Força Aérea Portuguesa e antes disso, nos inícios dos anos 40, ao lado de Mário Sottomayor Cardia no Jornal do Médico, fez, pela primeira vez em Portugal, a defesa de um Serviço Nacional de Saúde.
Acompanhou as organizações monárquicas desde os seus tempos escolares exercendo nelas vários cargos directivos, presidente da Junta Distrital de Lisboa da Causa Monárquica e membro da sua Comissão Doutrinária.
Foi fundador do movimento Renovação Portuguesa e da Biblioteca do Pensamento Político.
Em 1978, recebeu de Duarte Pio de Bragança a missão de constituir e secretariar o seu Conselho Privado que o fez até à sua morte.

## Obras
- Claro dilema: monarquia ou república?, Edições Gama, 1944;
- Os Pilares da Democracia, A.M. Teixeira, 1949;
- Coordenadas do Poder Real, 1961;
- Razões Reais, 1970;
- A verdade e a mentira: algumas notas em resposta a "O integralismo e a República" de Carlos Ferrão, 1971;
- Aliança Peninsular de António Sardinha, 1972;
- Homens e Mulheres, 1975;
- Às Portas da Cidade - Crítica e Doutrina, Lisboa, Edição do Autor, 1976;
- Nosografia de D. Sebastião: revisão de um processo clínico, Delraux, 1980;
- Outra democracia: uma alternativa nacional, Rei dos Livros, 1983;
- Sob o nevoeiro: idéias e figuras, 1987;
- O caso clínico de Fernando Pessoa, Edições Referendo, 1990;
- Pessoa, ele próprio: novo estudo nosológico e patográfico, Clássica Editora, 1992;
- Em tempo de mudança, Editora Cultura Monárquica, 1992;
- D. Sebastião na história e na lenda, Universitária Editora, 1994;
- Frontalidade: ideias, figuras e factos, Universitária, 1995;
- Apontamentos: história, literatura, política, Universitária Editora, 1996;
- Impressões e Memória, Universitária Editora, 1998;
- Desenrolando fragmentos de memória, Universitária Ed., 2000;
- Ideário, 2000.

A Sociedade Histórica da Independência de Portugal atribuiu o prémio “Livro 1997” à sua obra «Apontamentos – História, Literatura, Política».